# Brocourt-en-Argonne
Brocourt-en-Argonne is een gemeente in het Franse departement Meuse (regio Grand Est) en telt 47 inwoners (2009). De plaats maakt deel uit van het arrondissement Verdun.
Brocourt-en-Argonne werd in 1973 opgeheven en bij Récicourt gevoegd maar in 2004 werd het opnieuw een zelfstandige gemeente.

## Geografie
De oppervlakte van Brocourt-en-Argonne bedraagt 6,7 km², de bevolkingsdichtheid is dus 7 inwoners per km².
De onderstaande kaart toont de ligging van Brocourt-en-Argonne met de belangrijkste infrastructuur en aangrenzende gemeenten.

## Demografie
Onderstaande figuur toont het verloop van het inwonertal (bron: INSEE-tellingen).